# Oliver Twist (film 1948)
Oliver Twist – brytyjski film przygodowy z 1948 roku. Adaptacja powieści Charlesa Dickensa o takim samym tytule.

## Treść
Anglia, wiek XIX. Młody sierota Oliver po ucieczce z sierocińca trafia do gangu  kieszonkowców której przewodzi nikczemny Żyd Fagin. Fagin liczy na to, że uczyni z Olivera takiego samego złodzieja jak inni chłopcy z jego bandy. Podczas próby kradzieży, Oliver zastaje przyłapany. Wówczas jego niedoszła ofiara, elegancki pan z towarzystwa, postanawia go przygarnąć i adoptować. Jednak przestępcy nie dają o sobie zapomnieć.

## Główne role
- Alec Guinness - Fagin
- Diana Dors - Charlotte
- Henry Stephenson - pan Brownlow
- John Howard Davies - Oliver Twist
- Francis L. Sullivan - pan Bumble
- Kay Walsh - Nancy
- Robert Newton - Bill